# Gurullés
Gurullés (Samartín en asturiano y oficialmente) es una parroquia del concejo de Grado, en el Principado de Asturias (España). Alberga una población de 272 habitantes (INE 2009) en 166 viviendas. Ocupa una extensión de 10,99 km².
Está situada en la zona nororiental del concejo. Limita al norte con la parroquia de Peñaflor; al este con las de Santa María de Grado y Báscones (Grado); al sur, con las de Bayo y Coalla; y al oeste con las de Rañeces y La Mata.

## Poblaciones
Según el nomenclátor de 2009, la parroquia comprende las poblaciones de:
- Bellota (Villota en asturiano) (lugar): 5 habitantes
- La Caborna (casería): 9 habitantes
- Campamojada (Campamoyada) (casería): 13 habitantes
- Casas del Monte (casería): deshabitada
- La Gáraba (La Garba) (lugar): 46 habitantes
- Las Ordaliegas (lugar): 10 habitantes
- Reconco (Reconcu) (lugar): 26 habitantes
- San Martín (Samartín) (aldea): 13 habitantes
- San Pelayo Sienra (San Playu Sienra)(lugar): 21 habitantes
- Sobrepeñas (Soropeña) (lugar): 3 habitantes
- Somines (lugar): 40 habitantes
- La Tejera (La Tiera) (lugar): 25 habitantes
- Vega Peridiello (Veiga Peridiellu) (lugar): 61 habitantes

## Iglesia de San Martín
La iglesia de San Martín de Gurullés está situada en el concejo de Grado. Dista 7 km aproximadamente de la capital de dicho concejo. Se accede a través de la carretera AS-213 que parte de Grado hacia Sama de Grado y Trubia, ruta que está atravesada por una de las variantes del Camino de Santiago, denominada “ruta interior”, que se desviaba en León, pasando por Oviedo y Lugo, como alternativa a la denominada ruta francesa. También está muy próxima, a la antigua vía denominada, Camín de la Mesa que unía tradicionalmente a Asturias con la Meseta. 
El lugar de ubicación de la iglesia se denomina de San Martín y está situado en una loma sobre el valle de Reconco y rodeada por un núcleo de población, compuesto por un pequeño número de caserías, dedicadas a la explotación agropecuaria. Se trata de un edificio que actualmente cumple funciones parroquiales.
Según la relación bibliográfica existente, era un monasterio prerrománico erigido en el año 863, dato recogido en las obras de Yepes, Carballo, Vigil.
Fermín Canella en su obra Asturias, nos habla de dos monasterios en Gurullés, uno dedicado a San Martín erigido en el año 863 y otro con la advocación a San Nicolás del que no precisa su fecha de fundación, pero al que Fernández Miranda le atribuye posterior datación. 
No se ha encontrado el citado documento con la fecha de construcción, al que hacen referencia los autores anteriores. Las bibliografías aportadas por estos autores, son imprecisas, ya que en su mayoría eran eruditos o aficionados que no acostumbraban a realizar notas bibliográficas ni hacían anotaciones de las fuentes documentales. En ocasiones, cuando lo hacían, eran imprecisas, por lo que dudamos si han confundido la fecha de donación, por error de transcripción, con un desfase de 20 años respecto a la fecha de construcción. 
El siguiente dato documental aparece en el libro de los Testamentos de Ordoño II de la Catedral de Oviedo y está fechado el 8 de agosto del año 883 (Era 921) en la que el rey dona el monasterio a la iglesia de Oviedo, que aparece publicado recientemente en el trabajo de Monge Calleja I sobre la transcripción del Libro de los Testamentos de la Catedral de Oviedo, si bien hay una diferencia, en relación, a la fecha dada por los anteriores autores, que la retrasa en 20 años.
Junto con la fecha de transcripción, el referido autor, vincula el lugar que aparece en el documento como “territorio Pramaro” junto al cauce del río Cubia, identificándolo con Gurullés, mientras otros autores, sitúan ese territorio, en el concejo de Cudillero.
El 24 de septiembre de 1105 (Era 1143) Ximena Pelaíz hace donación al Obispo D. Pelayo de la porción que tenía en el Monasterio de San Marín de Gurullés.
En 1273 (Era 1311) hay una donación del monasterio de San Martín de Gurullés por parte de Alfonso X y su esposa doña Violante, a la iglesia de Oviedo. Según aparece documentado con fecha 22 de junio, del citado año en los archivos procedentes del Monasterio de San Salvador (Cornellana) y está autorizada por el abad Diego Rodríguez, referenciados por Jovellanos. 
También Jovellanos se refiere a San Martín de Gurullés y nos habla de su antigüedad de forma poco precisa: también lo reputamos anterior a la invasión de los moros. 
Tenemos noticia en la baja Edad Media de la importancia del monasterio a través de la obra de Ruíz de la Peña I, en la cual, establece tres niveles de categorías de monasterios en Asturias. En el tercer nivel nos habla de San Martín de Gurullés y dice que hay abadías seculares, con titulares que pueden ser clérigos sin beneficio de la Catedral, de menor importancia, que en casos pasarían a ser simples iglesias con título abacial, entre ellas destacaban por su prosperidad, tradición y número de clérigos como Santa María de Celón, San Martín de Gurullés con nueve canónigos y un capellán.
Bien es cierto que el número de monasterios, durante la Edad Media en Asturias, era muy alto, sobre todo si tenemos en cuenta la relación que nos da Antonio Yepes a principios del siglo XVII, en la que aparece un extenso listado de los monasterios benedictinos. Javier Fernández Conde dice que ésta será una de las zonas más ricas en fundaciones monásticas durante la Alta Edad Media, entre los que encontramos un elevado número de monasterios, como es el caso de Cangas de Narcea con catorce, cinco en Tineo, siete en Allande etc. Todos ellos localizados en la zona occidental de Asturias. 
Los monasterios prerrománicos debían de constar de estructuras arquitectónicas de gran simplicidad, destinados a acoger a un pequeño número de monjes. Estaban fundados y financiados habitualmente por familias nobles o por los propios monarcas, según se desprende de la documentación existente, que en este caso, podemos comprobar a través de la donación al Monasterio de Cornellana en el año 1105 por la familia Pelaíz o Peláez, propietaria de San Martín de Gurullés.
Sin embargo en la fase del románico estos monasterios de menor entidad pasan a depender del centro religioso más importante de la comarca, como en este caso, en que cae bajo el dominio del monasterio de Cornellana, como indica el documento citado anteriormente.
En el caso de San Martín de Gurullés, no han quedado restos arquitectónicos de aquella primera fase prerrománica, referenciada en Libro de Los Testamentos. Esto ocurre en numerosos casos, documentados en Asturias, tales como San Pedro de Villanueva, San Blas de Restiello o San Miguel de Bárcena, siendo bastante frecuente la documentación de un templo de origen prerrománico rehecho posteriormente, dentro del estilo románico o en fases sucesivas.
Entre los datos consultados hemos encontrado un cartel realizado por Prada J. para el Ayuntamiento de Grado, que se puede ver en el palacio de Miranda-Valdecarzana actual Casa de Cultura de la capital del concejo, y en el que nos da noticia de que tras un incendio pasa a ser románico. Este dato no se ha podido contrastar ya que el autor nos comenta que esta información se la dio Cid Priego de forma oral, pero en ninguna de las publicaciones de Cid sobre Gurullés aparece dicha referencia y tampoco hemos encontrado ningún dato bibliográfico ni documental al respecto.
La documentación existente hace referencia a Gurullés con motivo de las sucesivas donaciones a lo largo de la Edad Media, pero desafortunadamente no tenemos documentación directa del antiguo monasterio. Sin duda, esa documentación, se ha perdido a lo largo del tiempo, sin que por el momento podamos aportar información directa sobre el monasterio y de sus moradores.
Las referencias documentales son nulas, en lo que se refiere a los siglos XIV, XV y XVI, quedando una laguna documental que parte de finales del siglo XIII y dura hasta la segunda mitad del siglo XVII, en la que don Sancho de Miranda funda una abadía y colegiata de apetecibles condiciones, que hizo de iglesia parroquial.
Aunque el autor no precisa la fecha de este dato, hemos encontrado a un Sancho Miranda Ponce de León, Pardo, Osorio, que recibe el título de marqués de Valdecarzana en 1672 y que ya poseía el título de Señor de la casa de Miranda y Valdecarzana a quien creemos que hace referencia el documento.
Además Fernández Miranda nos informa, refiriéndose a Gurullés, de que: Tenía la Colegiata un Abad y seis canónigos, sin residencia alguna per se, y per alium solo los canónigos. Lo cual nos hace pensar que el monasterio ya había entrado en decadencia e incluso ya habría desaparecido el edificio destinado a vivienda de la comunidad, como indica Cid Priego.
También el número de canónigos había descendido, pasando de nueve en la Edad Media, según la información que nos da Ruiz de la Peña, a seis, ya a finales del siglo XVII.
En 1691 tenemos de nuevo otra noticia de que el abad de Gurullés, acude a la Justicia de Grado, para denunciar la corta de árboles en un bosque perteneciente al monasterio que aparece recogido en el trabajo de Fernández Miranda, y en la que continúa dándonos datos que se refieren al año 1694, donde vuelve a aparece una referencia a Gurullés. En este caso, con motivo de una donación por parte de su “fundador” de un coto llamado Monte Ato de 10 hectáreas de extensión. Refiriéndose a don Sancho Miranda, marqués de Valdecarzana.
El Apeo de 1694 nos indica que el monasterio poseía tierras tanto dentro como fuera del concejo y participaba de los diezmos de dichas tierras.
En 1852 pasaron de nuevo los campos de la abadía, denominados “monte grande de la Abadía” a la casa de Miranda, según información de Fernández Miranda y no tenemos datos sobre el destino sufrido durante la Desamortización de Mendizabal, aunque a tenor de los datos del archivo de la casa de Miranda, continuó perteneciendo a dicha casa.
Las siguientes fechas relacionadas con Gurullés se refieren a pleitos de la casa de Miranda, relacionados con la propiedad de terrenos en 1880 y 1887, ya en el siglo XIX, pero no nos hablan directamente del monasterio.
Durante la Guerra Civil (1936-1939) entre los días 21 y 22 de enero de 1937, se lleva a cabo una ofensiva por parte de las tropas republicanas sobre Gurrullés que formó cabecera del frente, como paso obligado hacia Oviedo. Dentro de la iglesia se produjo un incendio que causó la pérdida del retablo, las imágenes y el armazón de la nave. En el exterior, los impactos de bala, sobre todo en la pared norte y en la fachada principal, afectaron especialmente a la espadaña (pérdida de bolas laterales y cruz) y a otros elementos decorativos en donde aún hoy se pueden ver.
Entre los años 1940 y 1960 se lleva a cabo una labor de reparación del templo.
El 19 de septiembre de 2000, se da a conocer el descubrimiento de una lápida en la que aparece una inscripción con la fecha de fundación del templo, grabada en un sillar del zócalo, situado en la pared sur y cubierto por la actual sacristía. 
Dicha inscripción sitúa la construcción de este templo en el año de 1177, y representa la tercera inscripción más antigua en una iglesia en Asturias.